# B. Szatmári Sarolta
B. Szatmári Sarolta (Sátoraljaújhely, 1941. április 10. – 2018. december 3.) régész-muzeológus.

## Élete
1964-ben szerzett diplomát, s ettől az évtől kezdve a tatai múzeum régésze, majd férje, Bíró Endre múzeumigazgató nyugdíjba vonulása után 1984-1989 között a Kuny Domokos Múzeum igazgatója volt. 1989-ben a Központi Múzeumi Igazgatóság vezetője, majd a budapesti Magyar Mezőgazdasági Múzeum igazgatóhelyettese lett. Ezzel párhuzamosan tatai városi képviselő volt.
Neki is köszönhető például a Barokk Fesztivál elindítása. Nevéhez fűződik a tatai vár feltárása, a műemléki helyreállítás után az állandó kiállítás létrehozása, és számos régészeti feltárás, többek között a Nagykert utcai középkori temető, Tatabánya-Alsógalla avar kori temető, Oroszlány Borbála-telep avar kori temető. Tata és a megye helytörténetével is foglalkozott, múzeumbarát kört szervezett, illetve 1990-ben országos konferenciát rendezett Mátyás király és a vidéki Magyarország címmel.

## Elismerései
- Ortutay Gyula-emlékérem
- Móra Ferenc-emlékérem (1974)
- Pro Tata-díj (1989)
- Széchényi Ferenc-díj (2008)

## Művei
- 1968 A dévényújfalui temető etnikai és történeti problémai. Komárom-Esztergom Megyei Múzeumok Közleményei 1, 107-132.
- 1974 Jelentés a tatai vár ásatásáról. Archaeologiai Értesítő 1974/1.

## További inforaciók
- Magyar ki kicsoda 1990